# Conjugación francesa
Los verbos franceses están clasificados en tres conjugaciones (en francés: conjugaisons), las cuales están determinadas por los siguientes aspectos:
- la terminación del infinitivo (i.e., -er, -ir o -re);
- la terminación de la primera persona del presente de indicativo, y
- la terminación del gerundio.

Existen también muchos verbos irregulares (casi todos ubicados en el 3.er grupo), de los cuales avoir, être y faire son los más utilizados.

## Verbos Auxiliares
En francés existen dos verbos auxiliares: avoir y être. El verbo avoir corresponde al español 'haber' cuando se utiliza para formar los tiempos compuestos de los verbos transitivos y de la mayoría de los intransitivos (j'avais chanté, 'había cantado'); además, equivale al español 'tener' cuando se usa de forma transitiva (j'ai faim, 'tengo hambre'; ils ont plusieurs maisons, 'tienen varias casas'). Toma el sentido de 'hacer' cuando da noción de tiempo (il y a vingt ans, 'hace veinte años').
|                        |                            | Forma Simple | Forma Simple | Forma Simple | Forma Compuesta | Forma Compuesta | Forma Compuesta |
| ---------------------- | -------------------------- | ------------ | ------------ | ------------ | --------------- | --------------- | --------------- |
| Infinitivo             | Infinitivo                 | avoir        | avoir        | avoir        | avoir eu        | avoir eu        | avoir eu        |
| Gerundio               | Gerundio                   | en ayant     | en ayant     | en ayant     | en ayant eu     | en ayant eu     | en ayant eu     |
| Participio de Presente | Participio de Presente     | ayant        | ayant        | ayant        | ayant eu        | ayant eu        | ayant eu        |
| Participio de Pasado   | Participio de Pasado       | eu           | eu           | eu           | —               | —               | —               |
| Modo                   | Tiempo                     | Je (j')      | Tu           | Il           | Nous            | Vous            | Ils             |
| Indicativo             | Presente                   | ai           | as           | a            | avons           | avez            | ont             |
| Indicativo             | Pretérito Imperfecto       | avais        | avais        | avait        | avions          | aviez           | avaient         |
| Indicativo             | Pasado Simple              | eus          | eus          | eut          | eûmes           | eûtes           | eurent          |
| Indicativo             | Pasado Compuesto           | ai eu        | as eu        | a eu         | avons eu        | avez eu         | ont eu          |
| Indicativo             | Pasado Anterior            | eus eu       | eus eu       | eut eu       | eûmes eu        | eûtes eu        | eurent eu       |
| Indicativo             | Pretérito Pluscuamperfecto | avais eu     | avais eu     | avait eu     | avions eu       | aviez eu        | avaient eu      |
| Indicativo             | Futuro                     | aurai        | auras        | aura         | aurons          | aurez           | auront          |
| Indicativo             | Futuro Anterior            | aurai eu     | auras eu     | aura eu      | aurons eu       | aurez eu        | auront eu       |
| Indicativo             | Condicional Simple         | aurais       | aurais       | aurait       | aurions         | auriez          | auraient        |
| Indicativo             | Condicional Compuesto      | aurais eu    | aurais eu    | aurait eu    | aurions eu      | auriez eu       | auraient eu     |
| Subjuntivo             | Presente                   | aie          | aies         | ait          | ayons           | ayez            | aient           |
| Subjuntivo             | Pretérito Imperfecto       | eusse        | eusses       | eût          | eussions        | eussiez         | eussent         |
| Subjuntivo             | Pretérito Perfecto         | aie eu       | aies eu      | ait eu       | ayons eu        | ayez eu         | aient eu        |
| Subjuntivo             | Pretérito Pluscuamperfecto | eusse eu     | eusses eu    | eût eu       | eussions eu     | eussiez eu      | eussent eu      |
| Imperativo             | Presente                   | —            | aie          | —            | ayons           | ayez            | —               |
| Imperativo             | Pasado                     | —            | aie eu       | —            | ayons eu        | ayez eu         | —               |

El verbo être corresponde al español 'haber' cuando se usa como auxiliar en la construcción de los tiempos verbales compuestos, como en el passé composé al utilizar los verbos de movimiento que son 16 en total  y de todos los verbos pronominales y los derivados de los dieciséis anteriores (aunque esta regla es vacilante); también equivale al español 'ser' cuando se usa para la construcción de la voz pasiva (il est apprécié par tous, 'es apreciado por todos') y cuando indica la existencia, el estado o la permanencia (je suis heureux, 'soy feliz'). En este último caso, también toma el sentido de 'estar' (tu es au bureau, 'estás en la oficina').
|                        |                            | Forma Simple | Forma Simple | Forma Simple | Forma Compuesta | Forma Compuesta | Forma Compuesta |
| ---------------------- | -------------------------- | ------------ | ------------ | ------------ | --------------- | --------------- | --------------- |
| Infinitivo             | Infinitivo                 | être         | être         | être         | avoir été       | avoir été       | avoir été       |
| Gerundio               | Gerundio                   | en étant     | en étant     | en étant     | en ayant été    | en ayant été    | en ayant été    |
| Participio de Presente | Participio de Presente     | étant        | étant        | étant        | ayant été       | ayant été       | ayant été       |
| Participio de Pasado   | Participio de Pasado       | été          | été          | été          | —               | —               | —               |
| Modo                   | Tiempo                     | Je (j')      | Tu           | Il           | Nous            | Vous            | Ils             |
| Indicativo             | Presente                   | suis         | es           | est          | sommes          | êtes            | sont            |
| Indicativo             | Pretérito Imperfecto       | étais        | étais        | était        | étions          | étiez           | étaient         |
| Indicativo             | Pasado Simple              | fus          | fus          | fut          | fûmes           | fûtes           | furent          |
| Indicativo             | Pasado Compuesto           | ai été       | as été       | a été        | avons été       | avez été        | ont été         |
| Indicativo             | Pasado Anterior            | eus été      | eus été      | eut été      | eûmes été       | eûtes été       | eurent été      |
| Indicativo             | Pretérito Pluscuamperfecto | avais été    | avais été    | avait été    | avions été      | aviez été       | avaient été     |
| Indicativo             | Futuro                     | serai        | seras        | sera         | serons          | serez           | seront          |
| Indicativo             | Futuro Anterior            | aurai été    | auras été    | aura été     | aurons été      | aurez été       | auront été      |
| Indicativo             | Condicional Simple         | serais       | serais       | serait       | serions         | seriez          | seraient        |
| Indicativo             | Condicional Compuesto      | aurais été   | aurais été   | aurait été   | aurions été     | auriez été      | auraient été    |
| Subjuntivo             | Presente                   | sois         | sois         | soit         | soyons          | soyez           | soient          |
| Subjuntivo             | Pretérito Imperfecto       | fusse        | fusses       | fût          | fussions        | fussiez         | fussent         |
| Subjuntivo             | Pretérito Perfecto         | aie été      | aies été     | ait été      | ayons été       | ayez été        | aient été       |
| Subjuntivo             | Pretérito Pluscuamperfecto | eusse été    | eusses été   | eût été      | eussions été    | eussiez été     | eussent été     |
| Imperativo             | Presente                   | —            | sois         | —            | soyons          | soyez           | —               |
| Imperativo             | Pasado                     | —            | aie été      | —            | ayons été       | ayez été        | —               |

Cabe destacar que los verbos que se conjugan con être hacen concordancia entre el sujeto (singular o plural, masculino o femenino) y el participio:
- Il est tombé ([él] se ha caído/cayó) frente a Elle est tombée ([ella] se ha caído/cayó)
- Ils sont tombés / Elles sont tombées (se han caído/cayeron [ellos / ellas])
- Je suis allé / Je suis allée (he ido/fui [yo = masculino/femenino])
- Nous sommes sortis / Nous sommes sorties (nosotros/nosotras hemos salido/salimos)
- Tu t'es lavé / Tu t'es lavée (te has lavado/lavaste [tú = masculino/femenino])

Por otro lado, los que se conjugan con avoir no hacen concordancia con el sujeto:
- J'ai mangé (he comido/comí)
- Il a vu ([él] ha visto/vio)
- Elle a vu ([ella] ha visto/vio)
- Nous avons fait (hemos hecho/hicimos)

## Verbos de la Primera Conjugación
Los verbos de la primera son todos aquellos verbos que terminan en -er en el infinitivo, y en -e en la primera persona del indicativo. Todos los verbos de este grupo son regulares excepto aller (ir) y envoyer (enviar), aunque algunos tienen ciertos cambios ortográficos:
- Los verbos acabados en -cer (V.G.: lancer, 'lanzar') en el infinitivo toman una cedilla en la c delante de a u o (il lance; nous lançons).
- En los verbos acabados en -ger (V.G.: manger, 'comer') en el infinitivo se añade una e delante de a u o (je mangeai; nous mangeons).
- Los verbos acabados en -eler (V.G.: appeler, 'llamar'; modeler, 'modelar') o -eter (V.G.: jeter, 'arrojar'; acheter, 'comprar') en el infinitivo duplican la l o la t delante de una e muda (tu appelles; il jette), o toman un acento grave sobre dicha e (j'achète; elle modèle).
- Los verbos acabados en -yer (V.G.: appuyer, 'apoyar') en el infinitivo sustituyen la y por una i delante de e muda (il appuie). No obstante, los verbos acabados en -ayer (V.G.: payer, 'pagar') pueden bien hacer el cambio (il paie), bien conservar la y (il paye), y aquellos terminados en -eyer (V.G.: grasseyer, 'pronunciar guturalmente la letra "r"') no sufren cambio alguno (il grasseye).
- Los verbos terminados en -ier (V.G.: prier, 'rezar') en el infinitivo tienen dos i seguidas tanto en el imperfecto de indicativo como en el presente de subjuntivo de la 1.ª y 2.ª persona del plural (nous priions; que vous priiez).
- Los verbos que tienen una e muda (V.G.: soulever, 'levantar') o una é cerrada (V.G.: préférer, 'preferir') en la penúltima sílaba del infinitivo, cambian estas vocales por una è abierta cuando la sílaba siguiente es muda (je soulève; ils préfèrent).

|                        |                            | Forma Simple  | Forma Simple  | Forma Simple  | Forma Compuesta | Forma Compuesta | Forma Compuesta |
| ---------------------- | -------------------------- | ------------- | ------------- | ------------- | --------------- | --------------- | --------------- |
| Infinitivo             | Infinitivo                 | chanter       | chanter       | chanter       | avoir chanté    | avoir chanté    | avoir chanté    |
| Gerundio               | Gerundio                   | en chantant   | en chantant   | en chantant   | en ayant chanté | en ayant chanté | en ayant chanté |
| Participio de Presente | Participio de Presente     | chantant      | chantant      | chantant      | ayant chanté    | ayant chanté    | ayant chanté    |
| Participio de Pasado   | Participio de Pasado       | chanté        | chanté        | chanté        | —               | —               | —               |
| Modo                   | Tiempo                     | Je (j')       | Tu            | Il            | Nous            | Vous            | Ils             |
| Indicativo             | Presente                   | chante        | chantes       | chante        | chantons        | chantez         | chantent        |
| Indicativo             | Pretérito Imperfecto       | chantais      | chantais      | chantait      | chantions       | chantiez        | chantaient      |
| Indicativo             | Pasado Simple              | chantai       | chantas       | chanta        | chantâmes       | chantâtes       | chantèrent      |
| Indicativo             | Pasado Compuesto           | ai chanté     | as chanté     | a chanté      | avons chanté    | avez chanté     | ont chanté      |
| Indicativo             | Pasado Anterior            | eus chanté    | eus chanté    | eut chanté    | eûmes chanté    | eûtes chanté    | eurent chanté   |
| Indicativo             | Pretérito Pluscuamperfecto | avais chanté  | avais chanté  | avait chanté  | avions chanté   | aviez chanté    | avaient chanté  |
| Indicativo             | Futuro                     | chanterai     | chanteras     | chantera      | chanterons      | chanterez       | chanteront      |
| Indicativo             | Futuro Anterior            | aurai chanté  | auras chanté  | aura chanté   | aurons chanté   | aurez chanté    | auront chanté   |
| Indicativo             | Condicional Simple         | chanterais    | chanterais    | chanterait    | chanterions     | chanteriez      | chanteraient    |
| Indicativo             | Condicional Compuesto      | aurais chanté | aurais chanté | aurait chanté | aurions chanté  | auriez chanté   | auraient chanté |
| Subjuntivo             | Presente                   | chante        | chantes       | chante        | chantions       | chantiez        | chantent        |
| Subjuntivo             | Pretérito Imperfecto       | chantasse     | chantasses    | chantât       | chantassions    | chantassiez     | chantassent     |
| Subjuntivo             | Pretérito Perfecto         | aie chanté    | aies chanté   | ait chanté    | ayons chanté    | ayez chanté     | aient chanté    |
| Subjuntivo             | Pretérito Pluscuamperfecto | eusse chanté  | eusses chanté | eût chanté    | eussions chanté | eussiez chanté  | eussent chanté  |
| Imperativo             | Presente                   | —             | chante        | —             | chantons        | chantez         | —               |
| Imperativo             | Pasado                     | —             | aie chanté    | —             | ayons chanté    | ayez chanté     | —               |

|                        |                            | Forma Simple      | Forma Simple      | Forma Simple      | Forma Compuesta       | Forma Compuesta      | Forma Compuesta       |
| ---------------------- | -------------------------- | ----------------- | ----------------- | ----------------- | --------------------- | -------------------- | --------------------- |
| Infinitivo             | Infinitivo                 | arriver           | arriver           | arriver           | être arrivé (e)(s)    | être arrivé (e)(s)   | être arrivé (e)(s)    |
| Gerundio               | Gerundio                   | en arrivant       | en arrivant       | en arrivant       | en étant arrivé       | en étant arrivé      | en étant arrivé       |
| Participio de Presente | Participio de Presente     | arrivant          | arrivant          | arrivant          | étant arrivé (e)(s)   | étant arrivé (e)(s)  | étant arrivé (e)(s)   |
| Participio de Pasado   | Participio de Pasado       | arrivé            | arrivé            | arrivé            | —                     | —                    | —                     |
| Modo                   | Tiempo                     | Je (j')           | Tu                | Il                | Nous                  | Vous                 | Ils                   |
| Indicativo             | Presente                   | arrive            | arrives           | arrive            | arrivons              | arrivez              | arrivent              |
| Indicativo             | Pretérito Imperfecto       | arrivais          | arrivais          | arrivait          | arrivions             | arriviez             | arrivaient            |
| Indicativo             | Pasado Simple              | arrivai           | arrivas           | arriva            | arrivâmes             | arrivâtes            | arrivèrent            |
| Indicativo             | Pasado Compuesto           | suis arrivé (e)   | es arrivé (e)     | est arrivé (e)    | sommes arrivé (e) s   | êtes arrivé (e) s    | sont arrivé (e) s     |
| Indicativo             | Pasado Anterior            | fus arrivé (e)    | fus arrivé (e)    | fut arrivé (e)    | fûmes arrivé (e) s    | fûtes arrivé (e) s   | furent arrivé (e) s   |
| Indicativo             | Pretérito Pluscuamperfecto | étais arrivé (e)  | étais arrivé (e)  | était arrivé (e)  | étions arrivé (e) s   | étiez arrivé (e) s   | étaient arrivé (e) s  |
| Indicativo             | Futuro                     | arriverai         | arriveras         | arrivera          | arriverons            | arriverez            | arriveront            |
| Indicativo             | Futuro Anterior            | serai arrivé (e)  | seras arrivé (e)  | sera arrivé (e)   | serons arrivé (e) s   | serez arrivé (e) s   | seront arrivé (e) s   |
| Indicativo             | Condicional Simple         | arriverais        | arriverais        | arriverait        | arriverions           | arriveriez           | arriveraient          |
| Indicativo             | Condicional Compuesto      | serais arrivé (e) | serais arrivé (e) | serait arrivé (e) | serions arrivé (e) s  | seriez arrivé (e) s  | seraient arrivé (e) s |
| Subjuntivo             | Presente                   | arrive            | arrives           | arrive            | arrivions             | arriviez             | arrivent              |
| Subjuntivo             | Pretérito Imperfecto       | arrivasse         | arrivasses        | arrivât           | arrivassions          | arrivassiez          | arrivassent           |
| Subjuntivo             | Pretérito Perfecto         | sois arrivé (e)   | sois arrivé (e)   | soit arrivé (e)   | soyons arrivé (e) s   | soyez arrivé (e) s   | soient arrivé (e) s   |
| Subjuntivo             | Pretérito Pluscuamperfecto | fusse arrivé (e)  | fusses arrivé (e) | fût arrivé (e)    | fussions arrivé (e) s | fussiez arrivé (e) s | fussent arrivé (e) s  |
| Imperativo             | Presente                   | —                 | arrive            | —                 | arrivons              | arrivez              | —                     |
| Imperativo             | Pasado                     | —                 | sois arrivé (e)   | —                 | soyons arrivé (e) s   | soyez arrivé (e) s   | —                     |

|                        |                            | Forma Simple       | Forma Simple       | Forma Simple       | Forma Compuesta          | Forma Compuesta         | Forma Compuesta        |
| ---------------------- | -------------------------- | ------------------ | ------------------ | ------------------ | ------------------------ | ----------------------- | ---------------------- |
| Infinitivo             | Infinitivo                 | se laver           | se laver           | se laver           | s'être lavé (e)(s)       | s'être lavé (e)(s)      | s'être lavé (e)(s)     |
| Gerundio               | Gerundio                   | en se lavant       | en se lavant       | en se lavant       | en s'étant lavé          | en s'étant lavé         | en s'étant lavé        |
| Participio de Presente | Participio de Presente     | se lavant          | se lavant          | se lavant          | s'étant lavé (e)(s)      | s'étant lavé (e)(s)     | s'étant lavé (e)(s)    |
| Participio de Pasado   | Participio de Pasado       | lavé               | lavé               | lavé               | —                        | —                       | —                      |
| Modo                   | Tiempo                     | Je                 | Tu                 | Il                 | Nous                     | Vous                    | Ils                    |
| Indicativo             | Presente                   | me lave            | te laves           | se lave            | nous lavons              | vous lavez              | se lavent              |
| Indicativo             | Pretérito Imperfecto       | me lavais          | te lavais          | se lavait          | nous lavions             | vous laviez             | se lavaient            |
| Indicativo             | Pasado Simple              | me lavai           | te lavas           | il lava            | nous lavâmes             | vous lavâtes            | se lavèrent            |
| Indicativo             | Pasado Compuesto           | me suis lavé (e)   | t'es lavé (e)      | s'est lavé (e)     | nous sommes lavé (e) s   | vous êtes lavé (e) s    | se sont lavé (e) s     |
| Indicativo             | Pasado Anterior            | me fus lavé (e)    | te fus lavé (e)    | se fut lavé (e)    | nous fûmes lavé (e) s    | vous fûtes lavé (e) s   | se furent lavé (e) s   |
| Indicativo             | Pretérito Pluscuamperfecto | m'étais lavé (e)   | t'étais lavé (e)   | s'était lavé (e)   | nous étions lavé (e) s   | vous étiez lavé (e) s   | se étaient lavé (e) s  |
| Indicativo             | Futuro                     | me laverai         | te laveras         | se lavera          | nous laverons            | vous laverez            | se laveront            |
| Indicativo             | Futuro Anterior            | me serai lavé (e)  | te seras lavé (e)  | se sera lavé (e)   | nous serons lavé (e) s   | vous serez lavé (e) s   | se seront lavé (e) s   |
| Indicativo             | Condicional Simple         | laverais           | laverais           | laverait           | lav'erions               | lav'eriez               | laveraient             |
| Indicativo             | Condicional Compuesto      | me serais lavé (e) | te serais lavé (e) | se serait lavé (e) | nous serions lavé (e) s  | vous seriez lavé (e) s  | se seraient lavé (e) s |
| Subjuntivo             | Presente                   | me lave            | te laves           | se lave            | nous lavions             | vous laviez             | se lavent              |
| Subjuntivo             | Pretérito Imperfecto       | me lavasse         | te lavasses        | se lavât           | nous lavassions          | vous lavassiez          | se lavassent           |
| Subjuntivo             | Pretérito Perfecto         | me sois lavé (e)   | te sois lavé (e)   | se soit lavé (e)   | nous soyons lavé (e) s   | vous soyez lavé (e) s   | se soient lavé (e) s   |
| Subjuntivo             | Pretérito Pluscuamperfecto | me fusse lavé (e)  | te fusses lavé (e) | se fût lavé (e)    | nous fussions lavé (e) s | vous fussiez lavé (e) s | se fussent lavé (e) s  |
| Imperativo             | Presente                   | —                  | lave-toi           | —                  | lavons-nous              | lavez-vous              | —                      |

|                        |                            | Forma Simple    | Forma Simple    | Forma Simple    | Forma Compuesta     | Forma Compuesta    | Forma Compuesta     |
| ---------------------- | -------------------------- | --------------- | --------------- | --------------- | ------------------- | ------------------ | ------------------- |
| Infinitivo             | Infinitivo                 | aller           | aller           | aller           | être allé (e)(s)    | être allé (e)(s)   | être allé (e)(s)    |
| Gerundio               | Gerundio                   | en allant       | en allant       | en allant       | en étant allé       | en étant allé      | en étant allé       |
| Participio de Presente | Participio de Presente     | allant          | allant          | allant          | étant allé (e)(s)   | étant allé (e)(s)  | étant allé (e)(s)   |
| Participio de Pasado   | Participio de Pasado       | allé            | allé            | allé            | —                   | —                  | —                   |
| Modo                   | Tiempo                     | Je (j')         | Tu              | Il              | Nous                | Vous               | Ils                 |
| Indicativo             | Presente                   | vais            | vas             | va              | allons              | allez              | vont                |
| Indicativo             | Pretérito Imperfecto       | allais          | allais          | allait          | allions             | alliez             | allaient            |
| Indicativo             | Pasado Simple              | allai           | allas           | alla            | allâmes             | allâtes            | allèrent            |
| Indicativo             | Pasado Compuesto           | suis allé (e)   | es allé (e)     | est allé (e)    | sommes allé (e) s   | êtes allé (e) s    | sont allé (e) s     |
| Indicativo             | Pasado Anterior            | fus allé (e)    | fus allé (e)    | fut allé (e)    | fûmes allé (e) s    | fûtes allé (e) s   | furent allé (e) s   |
| Indicativo             | Pretérito Pluscuamperfecto | étais allé (e)  | étais allé (e)  | était allé (e)  | étions allé (e) s   | étiez allé (e) s   | étaient allé (e) s  |
| Indicativo             | Futuro                     | irai            | iras            | ira             | irons               | irez               | iront               |
| Indicativo             | Futuro Anterior            | serai allé (e)  | seras allé (e)  | sera allé (e)   | serons allé (e) s   | serez allé (e) s   | seront allé (e) s   |
| Indicativo             | Condicional Simple         | irais           | irais           | irait           | irions              | iriez              | iraient             |
| Indicativo             | Condicional Compuesto      | serais allé (e) | serais allé (e) | serait allé (e) | serions allé (e) s  | seriez allé (e) s  | seraient allé (e) s |
| Subjuntivo             | Presente                   | aille           | ailles          | aille           | allions             | alliez             | aillent             |
| Subjuntivo             | Pretérito Imperfecto       | allasse         | allasses        | allât           | allassions          | allassiez          | allassent           |
| Subjuntivo             | Pretérito Perfecto         | sois allé (e)   | sois allé (e)   | soit allé (e)   | soyons allé (e) s   | soyez allé (e) s   | soient allé (e) s   |
| Subjuntivo             | Pretérito Pluscuamperfecto | fusse allé (e)  | fusses allé (e) | fût allé (e)    | fussions allé (e) s | fussiez allé (e) s | fussent allé (e) s  |
| Imperativo             | Presente                   | —               | va              | —               | allons              | allez              | —                   |
| Imperativo             | Pasado                     | —               | sois allé (e)   | —               | soyons allé (e) s   | soyez allé (e) s   | —                   |

## Verbos de la Segunda Conjugación
Este segundo grupo incluye a todos los verbos acabados en -ir en el infinitivo, en -is en la primera persona del presente de indicativo, y en -issant en el gerundio. La mayoría sigue una conjugación bastante regular, salvo las siguientes excepciones:
- El verbo bénir (bendecir) presenta dos participios de pasado: bénit utilizado solo para las cosas consagradas a través de un rito específico (pain bénit, 'pan bendito'; eau bénite, 'agua bendita'; les drapeaux ont été bénits, 'las banderas fueron bendecidas'), y béni que se utiliza para todos los demás casos (un peuple béni de Dieu, 'un pueblo bendito de Dios').
- El verbo (re)fleurir ([re]florecer), cuando se usa en sentido de "prosperar", cambia el radical (re)fleur- por (re)flor- tanto en el gerundio (en florissant) como en el imperfecto de indicativo (je florissais, tu florissais, etc.).
- El verbo haïr (odiar) mantiene siempre la diéresis salvo en el singular del presente de indicativo (je hais, tu hais, il hais) y de imperativo (hais).

|                        |                            | Forma Simple | Forma Simple | Forma Simple | Forma Compuesta | Forma Compuesta | Forma Compuesta |
| ---------------------- | -------------------------- | ------------ | ------------ | ------------ | --------------- | --------------- | --------------- |
| Infinitivo             | Infinitivo                 | finir        | finir        | finir        | avoir fini      | avoir fini      | avoir fini      |
| Gerundio               | Gerundio                   | en finissant | en finissant | en finissant | en ayant fini   | en ayant fini   | en ayant fini   |
| Participio de Presente | Participio de Presente     | finissant    | finissant    | finissant    | ayant fini      | ayant fini      | ayant fini      |
| Participio de Pasado   | Participio de Pasado       | fini         | fini         | fini         | —               | —               | —               |
| Modo                   | Tiempo                     | Je (j')      | Tu           | Il           | Nous            | Vous            | Ils             |
| Indicativo             | Presente                   | finis        | finis        | finit        | finissons       | finissez        | finissent       |
| Indicativo             | Pretérito Imperfecto       | finissais    | finissais    | finissait    | finissions      | finissiez       | finissaient     |
| Indicativo             | Pasado Simple              | finis        | finis        | finit        | finîmes         | finîtes         | finirent        |
| Indicativo             | Pasado Compuesto           | ai fini      | as fini      | a fini       | avons fini      | avez fini       | ont fini        |
| Indicativo             | Pasado Anterior            | eus fini     | eus fini     | eut fini     | eûmes fini      | eûtes fini      | eurent fini     |
| Indicativo             | Pretérito Pluscuamperfecto | avais fini   | avais fini   | avait fini   | avions fini     | aviez fini      | avaient fini    |
| Indicativo             | Futuro                     | finirai      | finiras      | finira       | finirons        | finirez         | finiront        |
| Indicativo             | Futuro Anterior            | aurai fini   | auras fini   | aura fini    | aurons fini     | aurez fini      | auront fini     |
| Indicativo             | Condicional Simple         | finirais     | finirais     | finirait     | finirions       | finiriez        | finiraient      |
| Indicativo             | Condicional Compuesto      | aurais fini  | aurais fini  | aurait fini  | aurions fini    | auriez fini     | auraient fini   |
| Subjuntivo             | Presente                   | finisse      | finisses     | finisse      | finissions      | finissiez       | finissent       |
| Subjuntivo             | Pretérito Imperfecto       | finisse      | finisses     | finît        | finissions      | finissiez       | finissent       |
| Subjuntivo             | Pretérito Perfecto         | aie fini     | aies fini    | ait fini     | ayons fini      | ayez fini       | aient fini      |
| Subjuntivo             | Pretérito Pluscuamperfecto | eusse fini   | eusses fini  | eût fini     | eussions fini   | eussiez fini    | eussent fini    |
| Imperativo             | Presente                   | —            | finis        | —            | finissons       | finissez        | —               |
| Imperativo             | Pasado                     | —            | aie fini     | —            | ayons fini      | ayez fini       | —               |

|                        |                            | Forma Simple         | Forma Simple         | Forma Simple         | Forma Compuesta            | Forma Compuesta           | Forma Compuesta          |
| ---------------------- | -------------------------- | -------------------- | -------------------- | -------------------- | -------------------------- | ------------------------- | ------------------------ |
| Infinitivo             | Infinitivo                 | se nourrir           | se nourrir           | se nourrir           | s'être nourri (e)(s)       | s'être nourri (e)(s)      | s'être nourri (e)(s)     |
| Gerundio               | Gerundio                   | en se nourrissant    | en se nourrissant    | en se nourrissant    | en s'étant nourri          | en s'étant nourri         | en s'étant nourri        |
| Participio de Presente | Participio de Presente     | se nourrissant       | se nourrissant       | se nourrissant       | s'étant nourri (e)(s)      | s'étant nourri (e)(s)     | s'étant nourri (e)(s)    |
| Participio de Pasado   | Participio de Pasado       | nourri               | nourri               | nourri               | —                          | —                         | —                        |
| Modo                   | Tiempo                     | Je                   | Tu                   | Il                   | Nous                       | Vous                      | Ils                      |
| Indicativo             | Presente                   | me nourris           | te nourris           | se nourrit           | nous nourrissons           | vous nourrissez           | se nourrissent           |
| Indicativo             | Pretérito Imperfecto       | me nourrissais       | te nourrissais       | se nourrissait       | nous nourrissions          | vous nourrissiez          | se nourrissaient         |
| Indicativo             | Pasado Simple              | me nourris           | te nourris           | il nourrit           | nous nourrîmes             | vous nourrîtes            | se nourrerent            |
| Indicativo             | Pasado Compuesto           | me suis nourri (e)   | t'es nourri (e)      | s'est nourri (e)     | nous sommes nourri (e) s   | vous êtes nourri (e) s    | se sont lnourri (e) s    |
| Indicativo             | Pasado Anterior            | me fus nourri (e)    | te fus nourri (e)    | se fut nourri (e)    | nous fûmes nourri (e) s    | vous fûtes nourri (e) s   | se furent nourri (e) s   |
| Indicativo             | Pretérito Pluscuamperfecto | m'étais nourri (e)   | t'étais nourri (e)   | s'était nourri (e)   | nous étions nourri (e) s   | vous étiez nourri (e) s   | se étaient nourri (e) s  |
| Indicativo             | Futuro                     | me nourrirai         | te nourriras         | se nourrira          | nous nourrirons            | vous nourrirez            | se nourriront            |
| Indicativo             | Futuro Anterior            | me serai nourri (e)  | te seras nourri (e)  | se sera nourri (e)   | nous serons nourri (e) s   | vous serez nourri (e) s   | se seront nourri (e) s   |
| Indicativo             | Condicional Simple         | nourrirais           | nourrirais           | nourrirait           | nourr'irions               | nourr'iriez               | nourriraient             |
| Indicativo             | Condicional Compuesto      | me serais nourri (e) | te serais nourri (e) | se serait nourri (e) | nous serions nourri (e) s  | vous seriez nourri (e) s  | se seraient nourri (e) s |
| Subjuntivo             | Presente                   | me nourrisse         | te nourrisses        | se nourrisse         | nous nourrissions          | vous nourrissiez          | se nourrissent           |
| Subjuntivo             | Pretérito Imperfecto       | me nourrisse         | te nourrisses        | se nourrît           | nous nourrissions          | vous nourrissiez          | se nourrissent           |
| Subjuntivo             | Pretérito Perfecto         | me sois nourri (e)   | te sois nourri (e)   | se soit nourri (e)   | nous soyons nourri (e) s   | vous soyez nourri (e) s   | se soient nourri (e) s   |
| Subjuntivo             | Pretérito Pluscuamperfecto | me fusse nourri (e)  | te fusses nourri (e) | se fût nourri (e)    | nous fussions nourri (e) s | vous fussiez nourri (e) s | se fussent nourri (e) s  |
| Imperativo             | Presente                   | —                    | nourris-toi          | —                    | nourrissons-nous           | nourrissez-vous           | —                        |

## Verbos de la Tercera Conjugación
Comprende a todos los demás verbos terminados en -ir en el infinitivo (V.G.: mentir, 'mentir') cuyos gerundio e indicativo no siguen las pautas de la segunda conjugación. Además, también se encuentran en este grupo los verbos acabados en -oir (V.G.: recevoir, 'recibir') y en -re (V.G.: apprendre, 'aprender'). Todos estos verbos son irregulares, aunque se agrupan en familias verbales que siguen más o menos los mismos patrones de conjugación, a excepción de los verbos être (ser, estar, haber), avoir (tener, hacer, haber), savoir (saber), pouvoir (poder), vouloir (querer), devoir (deber), entre otros, que tienen patrones propios.
|                        |                            | Forma Simple | Forma Simple | Forma Simple | Forma Compuesta | Forma Compuesta | Forma Compuesta |
| ---------------------- | -------------------------- | ------------ | ------------ | ------------ | --------------- | --------------- | --------------- |
| Infinitivo             | Infinitivo                 | prendre      | prendre      | prendre      | avoir pris      | avoir pris      | avoir pris      |
| Gerundio               | Gerundio                   | en prenant   | en prenant   | en prenant   | en ayant pris   | en ayant pris   | en ayant pris   |
| Participio de Presente | Participio de Presente     | prenant      | prenant      | prenant      | ayant pris      | ayant pris      | ayant pris      |
| Participio de Pasado   | Participio de Pasado       | pris         | pris         | pris         | —               | —               | —               |
| Modo                   | Tiempo                     | Je (j')      | Tu           | Il           | Nous            | Vous            | Ils             |
| Indicativo             | Presente                   | prends       | prends       | prend        | prenons         | prenez          | prennent        |
| Indicativo             | Pretérito Imperfecto       | prenais      | prenais      | prenait      | prenions        | preniez         | prenaient       |
| Indicativo             | Pasado Simple              | pris         | pris         | prit         | prîmes          | prîtes          | prirent         |
| Indicativo             | Pasado Compuesto           | ai pris      | as pris      | a pris       | avons pris      | avez pris       | ont pris        |
| Indicativo             | Pasado Anterior            | eus pris     | eus pris     | eut pris     | eûmes pris      | eûtes pris      | eurent pris     |
| Indicativo             | Pretérito Pluscuamperfecto | avais pris   | avais pris   | avait pris   | avions pris     | aviez pris      | avaient pris    |
| Indicativo             | Futuro                     | prendrai     | prendras     | prendra      | prendrons       | prendrez        | prendront       |
| Indicativo             | Futuro Anterior            | aurai pris   | auras pris   | aura pris    | aurons pris     | aurez pris      | auront pris     |
| Indicativo             | Condicional Simple         | prendrais    | prendrais    | prendrait    | prendrions      | prendriez       | prendraient     |
| Indicativo             | Condicional Compuesto      | aurais pris  | aurais pris  | aurait pris  | aurions pris    | auriez pris     | auraient pris   |
| Subjuntivo             | Presente                   | prenne       | prennes      | prenne       | prenions        | preniez         | prennent        |
| Subjuntivo             | Pretérito Imperfecto       | prisse       | prisses      | prît         | prissions       | prissiez        | prissent        |
| Subjuntivo             | Pretérito Perfecto         | aie pris     | aies pris    | ait pris     | ayons pris      | ayez pris       | aient pris      |
| Subjuntivo             | Pretérito Pluscuamperfecto | eusse pris   | eusses pris  | eût pris     | eussions pris   | eussiez pris    | eussent pris    |
| Imperativo             | Presente                   | —            | prends       | —            | prenons         | prenez          | —               |
| Imperativo             | Pasado                     | —            | aie pris     | —            | ayons pris      | ayez pris       | —               |

|                        |                            | Forma Simple | Forma Simple | Forma Simple | Forma Compuesta | Forma Compuesta | Forma Compuesta |
| ---------------------- | -------------------------- | ------------ | ------------ | ------------ | --------------- | --------------- | --------------- |
| Infinitivo             | Infinitivo                 | peindre      | peindre      | peindre      | avoir peint     | avoir peint     | avoir peint     |
| Gerundio               | Gerundio                   | en peignant  | en peignant  | en peignant  | en ayant peint  | en ayant peint  | en ayant peint  |
| Participio de Presente | Participio de Presente     | peignant     | peignant     | peignant     | ayant peint     | ayant peint     | ayant peint     |
| Participio de Pasado   | Participio de Pasado       | peint        | peint        | peint        | —               | —               | —               |
| Modo                   | Tiempo                     | Je (j')      | Tu           | Il           | Nous            | Vous            | Ils             |
| Indicativo             | Presente                   | peins        | peins        | peint        | peignons        | peignez         | peignent        |
| Indicativo             | Pretérito Imperfecto       | peignais     | peignais     | peignait     | peignions       | peigniez        | peignaient      |
| Indicativo             | Pasado Simple              | peignis      | peignis      | peignit      | peignîmes       | peignîtes       | peignirent      |
| Indicativo             | Pasado Compuesto           | ai peint     | as peint     | a peint      | avons peint     | avez peint      | ont peint       |
| Indicativo             | Pasado Anterior            | eus peint    | eus peint    | eut peint    | eûmes peint     | eûtes peint     | eurent peint    |
| Indicativo             | Pretérito Pluscuamperfecto | avais peint  | avais peint  | avait peint  | avions peint    | aviez peint     | avaient peint   |
| Indicativo             | Futuro                     | peindrai     | peindras     | peindra      | peindrons       | peindrez        | peindront       |
| Indicativo             | Futuro Anterior            | aurai peint  | auras peint  | aura peint   | aurons peint    | aurez peint     | auront peint    |
| Indicativo             | Condicional Simple         | peindrais    | peindrais    | peindrait    | peindrions      | peindriez       | peindraient     |
| Indicativo             | Condicional Compuesto      | aurais peint | aurais peint | aurait peint | aurions peint   | auriez peint    | auraient peint  |
| Subjuntivo             | Presente                   | peigne       | peignes      | peigne       | peignions       | peigniez        | peignent        |
| Subjuntivo             | Pretérito Imperfecto       | peignisse    | peignisses   | peignît      | peignissions    | peignissiez     | peignissent     |
| Subjuntivo             | Pretérito Perfecto         | aie peint    | aies peint   | ait peint    | ayons peint     | ayez peint      | aient peint     |
| Subjuntivo             | Pretérito Pluscuamperfecto | eusse peint  | eusses peint | eût peint    | eussions peint  | eussiez peint   | eussent peint   |
| Imperativo             | Presente                   | —            | peinds       | —            | peignons        | peignez         | —               |
| Imperativo             | Pasado                     | —            | aie peint    | —            | ayons peint     | ayez peint      | —               |

|                        |                            | Forma Simple | Forma Simple | Forma Simple | Forma Compuesta | Forma Compuesta | Forma Compuesta |
| ---------------------- | -------------------------- | ------------ | ------------ | ------------ | --------------- | --------------- | --------------- |
| Infinitivo             | Infinitivo                 | devoir       | devoir       | devoir       | avoir dû        | avoir dû        | avoir dû        |
| Gerundio               | Gerundio                   | en devant    | en devant    | en devant    | en ayant dû     | en ayant dû     | en ayant dû     |
| Participio de Presente | Participio de Presente     | devant       | devant       | devant       | ayant dû        | ayant dû        | ayant dû        |
| Participio de Pasado   | Participio de Pasado       | dû           | dû           | dû           | —               | —               | —               |
| Modo                   | Tiempo                     | Je (j')      | Tu           | Il           | Nous            | Vous            | Ils             |
| Indicativo             | Presente                   | dois         | dois         | doit         | devons          | devez           | doivent         |
| Indicativo             | Pretérito Imperfecto       | devais       | devais       | devait       | devions         | deviez          | devaient        |
| Indicativo             | Pasado Simple              | dus          | dus          | dut          | dûmes           | dûtes           | durent          |
| Indicativo             | Pasado Compuesto           | ai dû        | as dû        | a dû         | avons dû        | avez dû         | ont dû          |
| Indicativo             | Pasado Anterior            | eus dû       | eus dû       | eut dû       | eûmes dû        | eûtes dû        | eurent dû       |
| Indicativo             | Pretérito Pluscuamperfecto | avais dû     | avais dû     | avait dû     | avions dû       | aviez dû        | avaient dû      |
| Indicativo             | Futuro                     | devrai       | devras       | devra        | devrons         | devrez          | devront         |
| Indicativo             | Futuro Anterior            | aurai dû     | auras dû     | aura dû      | aurons dû       | aurez dû        | auront dû       |
| Indicativo             | Condicional Simple         | devrais      | devrais      | devrait      | devrions        | devriez         | devraient       |
| Indicativo             | Condicional Compuesto      | aurais dû    | aurais dû    | aurait dû    | aurions dû      | auriez dû       | auraient dû     |
| Subjuntivo             | Presente                   | doive        | doives       | doive        | devions         | deviez          | doivent         |
| Subjuntivo             | Pretérito Imperfecto       | dusse        | dusses       | dût          | dussions        | dussiez         | dussent         |
| Subjuntivo             | Pretérito Perfecto         | aie dû       | aies dû      | ait dû       | ayons dû        | ayez dû         | aient dû        |
| Subjuntivo             | Pretérito Pluscuamperfecto | eusse dû     | eusses dû    | eût dû       | eussions dû     | eussiez dû      | eussent dû      |
| Imperativo             | Presente                   | —            | dois         | —            | devons          | devez           | —               |
| Imperativo             | Pasado                     | —            | aie dû       | —            | ayons dû        | ayez dû         | —               |

|                        |                            | Forma Simple | Forma Simple | Forma Simple | Forma Compuesta | Forma Compuesta | Forma Compuesta |
| ---------------------- | -------------------------- | ------------ | ------------ | ------------ | --------------- | --------------- | --------------- |
| Infinitivo             | Infinitivo                 | pouvoir      | pouvoir      | pouvoir      | avoir pu        | avoir pu        | avoir pu        |
| Gerundio               | Gerundio                   | en pouvant   | en pouvant   | en pouvant   | en ayant pu     | en ayant pu     | en ayant pu     |
| Participio de Presente | Participio de Presente     | pouvant      | pouvant      | pouvant      | ayant pu        | ayant pu        | ayant pu        |
| Participio de Pasado   | Participio de Pasado       | pu           | pu           | pu           | —               | —               | —               |
| Modo                   | Tiempo                     | Je (j')      | Tu           | Il           | Nous            | Vous            | Ils             |
| Indicativo             | Presente                   | peux puis    | peux         | peut         | pouvons         | pouvez          | peuvent         |
| Indicativo             | Pretérito Imperfecto       | pouvais      | pouvais      | pouvait      | pouvions        | pouviez         | pouvaient       |
| Indicativo             | Pasado Simple              | pus          | pus          | put          | pûmes           | pûtes           | purent          |
| Indicativo             | Pasado Compuesto           | ai pu        | as pu        | a pu         | avons pu        | avez pu         | ont pu          |
| Indicativo             | Pasado Anterior            | eus pu       | eus pu       | eut pu       | eûmes pu        | eûtes pu        | eurent pu       |
| Indicativo             | Pretérito Pluscuamperfecto | avais pu     | avais pu     | avait pu     | avions pu       | aviez pu        | avaient pu      |
| Indicativo             | Futuro                     | pourrai      | pourras      | pourra       | pourrons        | pourrez         | pourront        |
| Indicativo             | Futuro Anterior            | aurai pu     | auras pu     | aura pu      | aurons pu       | aurez pu        | auront pu       |
| Indicativo             | Condicional Simple         | pourrais     | pourrais     | pourrait     | pourrions       | pourriez        | pourraient      |
| Indicativo             | Condicional Compuesto      | aurais pu    | aurais pu    | aurait pu    | aurions pu      | auriez pu       | auraient pu     |
| Subjuntivo             | Presente                   | puisse       | puisses      | puisse       | puissions       | puissiez        | puissent        |
| Subjuntivo             | Pretérito Imperfecto       | pusse        | pusses       | pût          | pussions        | pussiez         | pussent         |
| Subjuntivo             | Pretérito Perfecto         | aie pu       | aies pu      | ait pu       | ayons pu        | ayez pu         | aient pu        |
| Subjuntivo             | Pretérito Pluscuamperfecto | eusse pu     | eusses pu    | eût pu       | eussions pu     | eussiez pu      | eussent pu      |
| Imperativo             | Pasado                     | —            | aie pu       | —            | ayons pu        | ayez pu         | —               |

|                        |                            | Forma Simple | Forma Simple | Forma Simple | Forma Compuesta | Forma Compuesta | Forma Compuesta |
| ---------------------- | -------------------------- | ------------ | ------------ | ------------ | --------------- | --------------- | --------------- |
| Infinitivo             | Infinitivo                 | vouloir      | vouloir      | vouloir      | avoir voulu     | avoir voulu     | avoir voulu     |
| Gerundio               | Gerundio                   | en voulant   | en voulant   | en voulant   | en ayant voulu  | en ayant voulu  | en ayant voulu  |
| Participio de Presente | Participio de Presente     | voulant      | voulant      | voulant      | ayant voulu     | ayant voulu     | ayant voulu     |
| Participio de Pasado   | Participio de Pasado       | voulu        | voulu        | voulu        | —               | —               | —               |
| Modo                   | Tiempo                     | Je (j')      | Tu           | Il           | Nous            | Vous            | Ils             |
| Indicativo             | Presente                   | veux         | veux         | veut         | voulons         | voulez          | veulent         |
| Indicativo             | Pretérito Imperfecto       | voulais      | voulais      | voulait      | voulions        | vouliez         | voulaient       |
| Indicativo             | Pasado Simple              | voulus       | voulus       | voulut       | voulûmes        | voulûtes        | voulurent       |
| Indicativo             | Pasado Compuesto           | ai voulu     | as voulu     | a voulu      | avons voulu     | avez voulu      | ont voulu       |
| Indicativo             | Pasado Anterior            | eus voulu    | eus voulu    | eut voulu    | eûmes voulu     | eûtes voulu     | eurent voulu    |
| Indicativo             | Pretérito Pluscuamperfecto | avais voulu  | avais voulu  | avait voulu  | avions voulu    | aviez voulu     | avaient voulu   |
| Indicativo             | Futuro                     | voudrai      | voudras      | voudra       | voudrons        | voudrez         | voudront        |
| Indicativo             | Futuro Anterior            | aurai voulu  | auras voulu  | aura voulu   | aurons voulu    | aurez voulu     | auront voulu    |
| Indicativo             | Condicional Simple         | voudrais     | voudrais     | voudrait     | voudrions       | voudriez        | voudraient      |
| Indicativo             | Condicional Compuesto      | aurais voulu | aurais voulu | aurait voulu | aurions voulu   | auriez voulu    | auraient voulu  |
| Subjuntivo             | Presente                   | veuille      | veuilles     | veuille      | voulions        | vouliez         | veuillent       |
| Subjuntivo             | Pretérito Imperfecto       | voulusse     | voulusses    | voulût       | voulussions     | voulussiez      | voulussent      |
| Subjuntivo             | Pretérito Perfecto         | aie voulu    | aies voulu   | ait voulu    | ayons voulu     | ayez voulu      | aient voulu     |
| Subjuntivo             | Pretérito Pluscuamperfecto | eusse voulu  | eusses voulu | eût voulu    | eussions voulu  | eussiez voulu   | eussent voulu   |
| Imperativo             | Presente                   | —            | veux veuille | —            | voulons         | voulez veuillez | —               |
| Imperativo             | Pasado                     | —            | aie voulu    | —            | ayons voulu     | ayez voulu      | —               |

|                        |                            | Forma Simple | Forma Simple | Forma Simple | Forma Compuesta | Forma Compuesta | Forma Compuesta |
| ---------------------- | -------------------------- | ------------ | ------------ | ------------ | --------------- | --------------- | --------------- |
| Infinitivo             | Infinitivo                 | savoir       | savoir       | savoir       | avoir su        | avoir su        | avoir su        |
| Gerundio               | Gerundio                   | en sachant   | en sachant   | en sachant   | en ayant su     | en ayant su     | en ayant su     |
| Participio de Presente | Participio de Presente     | sachant      | sachant      | sachant      | ayant su        | ayant su        | ayant su        |
| Participio de Pasado   | Participio de Pasado       | su           | su           | su           | —               | —               | —               |
| Modo                   | Tiempo                     | Je (j')      | Tu           | Il           | Nous            | Vous            | Ils             |
| Indicativo             | Presente                   | sais         | sais         | sait         | savons          | savez           | savent          |
| Indicativo             | Pretérito Imperfecto       | savais       | savais       | savait       | savions         | saviez          | savaient        |
| Indicativo             | Pasado Simple              | sus          | sus          | sut          | sûmes           | sûtes           | surent          |
| Indicativo             | Pasado Compuesto           | ai su        | as su        | a su         | avons su        | avez su         | ont su          |
| Indicativo             | Pasado Anterior            | eus su       | eus su       | eut su       | eûmes su        | eûtes su        | eurent su       |
| Indicativo             | Pretérito Pluscuamperfecto | avais su     | avais su     | avait su     | avions su       | aviez su        | avaient su      |
| Indicativo             | Futuro                     | saurai       | sauras       | saurra       | saurons         | saurez          | sauront         |
| Indicativo             | Futuro Anterior            | aurai su     | auras su     | aura su      | aurons su       | aurez su        | auront su       |
| Indicativo             | Condicional Simple         | saurais      | saurais      | saurait      | saurions        | sauriez         | sauraient       |
| Indicativo             | Condicional Compuesto      | aurais su    | aurais su    | aurait su    | aurions su      | auriez su       | auraient su     |
| Subjuntivo             | Presente                   | sache        | saches       | sache        | sachions        | sachiez         | sachent         |
| Subjuntivo             | Pretérito Imperfecto       | susse        | susses       | sût          | sussions        | sussiez         | sussent         |
| Subjuntivo             | Pretérito Perfecto         | aie su       | aies su      | ait su       | ayons su        | ayez su         | aient su        |
| Subjuntivo             | Pretérito Pluscuamperfecto | eusse su     | eusses su    | eût su       | eussions su     | eussiez su      | eussent su      |
| Imperativo             | Presente                   | —            | sache        | —            | sachons         | sachez          | —               |
| Imperativo             | Pasado                     | —            | aie su       | —            | ayons su        | ayez su         | —               |

|                        |                            | Forma Simple | Forma Simple | Forma Simple | Forma Compuesta | Forma Compuesta | Forma Compuesta |
| ---------------------- | -------------------------- | ------------ | ------------ | ------------ | --------------- | --------------- | --------------- |
| Infinitivo             | Infinitivo                 | mentir       | mentir       | mentir       | avoir menti     | avoir menti     | avoir menti     |
| Gerundio               | Gerundio                   | en mentant   | en mentant   | en mentant   | en ayant menti  | en ayant menti  | en ayant menti  |
| Participio de Presente | Participio de Presente     | mentant      | mentant      | mentant      | ayant menti     | ayant menti     | ayant menti     |
| Participio de Pasado   | Participio de Pasado       | menti        | menti        | menti        | —               | —               | —               |
| Modo                   | Tiempo                     | Je (j')      | Tu           | Il           | Nous            | Vous            | Ils             |
| Indicativo             | Presente                   | mens         | mens         | ment         | mentons         | mentez          | mentent         |
| Indicativo             | Pretérito Imperfecto       | mentais      | mentais      | mentait      | mentions        | mentiez         | mentaient       |
| Indicativo             | Pasado Simple              | mentis       | mentis       | mentit       | mentîmes        | mentîtes        | mentirent       |
| Indicativo             | Pasado Compuesto           | ai menti     | as menti     | a menti      | avons menti     | avez menti      | ont menti       |
| Indicativo             | Pasado Anterior            | eus menti    | eus menti    | eut menti    | eûmes menti     | eûtes menti     | eurent menti    |
| Indicativo             | Pretérito Pluscuamperfecto | avais menti  | avais menti  | avait menti  | avions menti    | aviez menti     | avaient menti   |
| Indicativo             | Futuro                     | mentirai     | mentiras     | mentira      | mentirons       | mentirez        | mentiront       |
| Indicativo             | Futuro Anterior            | aurai menti  | auras menti  | aura menti   | aurons menti    | aurez menti     | auront menti    |
| Indicativo             | Condicional Simple         | mentirais    | mentirais    | mentirait    | mentirions      | mentiriez       | mentiraient     |
| Indicativo             | Condicional Compuesto      | aurais menti | aurais menti | aurait menti | aurions menti   | auriez menti    | auraient menti  |
| Subjuntivo             | Presente                   | mente        | mentes       | mente        | mentions        | mentiez         | mentent         |
| Subjuntivo             | Pretérito Imperfecto       | mentisse     | mentisses    | mentît       | mentissions     | mentissiez      | mentissent      |
| Subjuntivo             | Pretérito Perfecto         | aie menti    | aies menti   | ait menti    | ayons menti     | ayez menti      | aient menti     |
| Subjuntivo             | Pretérito Pluscuamperfecto | eusse menti  | eusses menti | eût menti    | eussions menti  | eussiez menti   | eussent menti   |
| Imperativo             | Presente                   | —            | mens         | —            | mentons         | mentez          | —               |
| Imperativo             | Pasado                     | —            | aie menti    | —            | ayons menti     | ayez menti      | —               |

|                        |                            | Forma Simple | Forma Simple | Forma Simple | Forma Compuesta | Forma Compuesta | Forma Compuesta |
| ---------------------- | -------------------------- | ------------ | ------------ | ------------ | --------------- | --------------- | --------------- |
| Infinitivo             | Infinitivo                 | recevoir     | recevoir     | recevoir     | avoir reçu      | avoir reçu      | avoir reçu      |
| Gerundio               | Gerundio                   | en recevant  | en recevant  | en recevant  | en ayant reçu   | en ayant reçu   | en ayant reçu   |
| Participio de Presente | Participio de Presente     | recevant     | recevant     | recevant     | ayant reçu      | ayant reçu      | ayant reçu      |
| Participio de Pasado   | Participio de Pasado       | reçu         | reçu         | reçu         | —               | —               | —               |
| Modo                   | Tiempo                     | Je (j')      | Tu           | Il           | Nous            | Vous            | Ils             |
| Indicativo             | Presente                   | reçois       | reçois       | reçoit       | recevons        | recevez         | reçoivent       |
| Indicativo             | Pretérito Imperfecto       | recevais     | recevais     | recevait     | recevions       | receviez        | recevaient      |
| Indicativo             | Pasado Simple              | reçus        | reçus        | reçut        | reçûmes         | reçûtes         | reçurent        |
| Indicativo             | Pasado Compuesto           | ai reçu      | as reçu      | a reçu       | avons reçu      | avez reçu       | ont reçu        |
| Indicativo             | Pasado Anterior            | eus reçu     | eus reçu     | eut reçu     | eûmes reçu      | eûtes reçu      | eurent reçu     |
| Indicativo             | Pretérito Pluscuamperfecto | avais reçu   | avais reçu   | avait reçu   | avions reçu     | aviez reçu      | avaient reçu    |
| Indicativo             | Futuro                     | recevrai     | recevras     | recevra      | recevrons       | recevrez        | recevront       |
| Indicativo             | Futuro Anterior            | aurai reçu   | auras reçu   | aura reçu    | aurons reçu     | aurez reçu      | auront reçu     |
| Indicativo             | Condicional Simple         | recevrais    | recevrais    | recevrait    | recevrions      | recevriez       | recevraient     |
| Indicativo             | Condicional Compuesto      | aurais reçu  | aurais reçu  | aurait reçu  | aurions reçu    | auriez reçu     | auraient reçu   |
| Subjuntivo             | Presente                   | reçoive      | reçoives     | reçoive      | recevions       | receviez        | reçoivent       |
| Subjuntivo             | Pretérito Imperfecto       | reçusse      | reçusses     | reçût        | reçussions      | reçussiez       | reçussent       |
| Subjuntivo             | Pretérito Perfecto         | aie reçu     | aies reçu    | ait reçu     | ayons reçu      | ayez reçu       | aient reçu      |
| Subjuntivo             | Pretérito Pluscuamperfecto | eusse reçu   | eusses reçu  | eût reçu     | eussions reçu   | eussiez reçu    | eussent reçu    |
| Imperativo             | Presente                   | —            | reçois       | —            | recevons        | recevez         | —               |
| Imperativo             | Pasado                     | —            | aie reçu     | —            | ayons reçu      | ayez reçu       | —               |

|                        |                            | Forma Simple | Forma Simple | Forma Simple | Forma Compuesta | Forma Compuesta | Forma Compuesta |
| ---------------------- | -------------------------- | ------------ | ------------ | ------------ | --------------- | --------------- | --------------- |
| Infinitivo             | Infinitivo                 | rendre       | rendre       | rendre       | avoir rendu     | avoir rendu     | avoir rendu     |
| Gerundio               | Gerundio                   | en rendant   | en rendant   | en rendant   | en ayant rendu  | en ayant rendu  | en ayant rendu  |
| Participio de Presente | Participio de Presente     | rendant      | rendant      | rendant      | ayant rendu     | ayant rendu     | ayant rendu     |
| Participio de Pasado   | Participio de Pasado       | rendu        | rendu        | rendu        | —               | —               | —               |
| Modo                   | Tiempo                     | Je (j')      | Tu           | Il           | Nous            | Vous            | Ils             |
| Indicativo             | Presente                   | rends        | rends        | rend         | rendons         | rendez          | rendent         |
| Indicativo             | Pretérito Imperfecto       | rendais      | rendais      | rendait      | rendions        | rendiez         | rendaient       |
| Indicativo             | Pasado Simple              | rendis       | rendis       | rendit       | rendîmes        | rendîtes        | rendirent       |
| Indicativo             | Pasado Compuesto           | ai rendu     | as rendu     | a rendu      | avons rendu     | avez rendu      | ont rendu       |
| Indicativo             | Pasado Anterior            | eus rendu    | eus rendu    | eut rendu    | eûmes rendu     | eûtes rendu     | eurent rendu    |
| Indicativo             | Pretérito Pluscuamperfecto | avais rendu  | avais rendu  | avait rendu  | avions rendu    | aviez rendu     | avaient rendu   |
| Indicativo             | Futuro                     | rendrai      | rendras      | rendra       | rendrons        | rendrez         | rendront        |
| Indicativo             | Futuro Anterior            | aurai rendu  | auras rendu  | aura rendu   | aurons rendu    | aurez rendu     | auront rendu    |
| Indicativo             | Condicional Simple         | rendrais     | rendrais     | rendrait     | rendrions       | rendriez        | rendraient      |
| Indicativo             | Condicional Compuesto      | aurais rendu | aurais rendu | aurait rendu | aurions rendu   | auriez rendu    | auraient rendu  |
| Subjuntivo             | Presente                   | rende        | rendes       | rende        | rendions        | rendiez         | rendent         |
| Subjuntivo             | Pretérito Imperfecto       | rendisse     | rendisses    | rendît       | rendissions     | rendissiez      | rendissent      |
| Subjuntivo             | Pretérito Perfecto         | aie rendu    | aies rendu   | ait rendu    | ayons rendu     | ayez rendu      | aient rendu     |
| Subjuntivo             | Pretérito Pluscuamperfecto | eusse rendu  | eusses rendu | eût rendu    | eussions rendu  | eussiez rendu   | eussent rendu   |
| Imperativo             | Presente                   | —            | rends        | —            | rendons         | rendez          | —               |
| Imperativo             | Pasado                     | —            | aie rendu    | —            | ayons rendu     | ayez rendu      | —               |

|                        |                            | Forma Simple     | Forma Simple     | Forma Simple     | Forma Compuesta      | Forma Compuesta     | Forma Compuesta      |
| ---------------------- | -------------------------- | ---------------- | ---------------- | ---------------- | -------------------- | ------------------- | -------------------- |
| Infinitivo             | Infinitivo                 | sortir           | sortir           | sortir           | être sorti (e)(s)    | être sorti (e)(s)   | être sorti (e)(s)    |
| Gerundio               | Gerundio                   | en sortant       | en sortant       | en sortant       | en étant sorti       | en étant sorti      | en étant sorti       |
| Participio de Presente | Participio de Presente     | sortant          | sortant          | sortant          | étant sorti (e)(s)   | étant sorti (e)(s)  | étant sorti (e)(s)   |
| Participio de Pasado   | Participio de Pasado       | sorti            | sorti            | sorti            | —                    | —                   | —                    |
| Modo                   | Tiempo                     | Je (j')          | Tu               | Il               | Nous                 | Vous                | Ils                  |
| Indicativo             | Presente                   | sors             | sors             | sort             | sortons              | sortez              | sortent              |
| Indicativo             | Pretérito Imperfecto       | sortais          | sortais          | sortait          | sortions'            | sortiez             | sortaient            |
| Indicativo             | Pasado Simple              | sortis           | sortis           | sortit           | sortîmes             | sortîtes            | sortirent            |
| Indicativo             | Pasado Compuesto           | suis sorti (e)   | es sorti (e)     | est sorti (e)    | sommes sorti (e) s   | êtes sorti (e) s    | sont sorti (e) s     |
| Indicativo             | Pasado Anterior            | fus sorti (e)    | fus sorti (e)    | fut sorti (e)    | fûmes sorti (e) s    | fûtes sorti (e) s   | furent sorti (e) s   |
| Indicativo             | Pretérito Pluscuamperfecto | étais sorti (e)  | étais sorti (e)  | était sorti (e)  | étions sorti (e) s   | étiez sorti (e) s   | étaient sorti (e) s  |
| Indicativo             | Futuro                     | sortirai         | sortiras         | sortira          | sortirons            | sortirez            | sortiront            |
| Indicativo             | Futuro Anterior            | serai sorti (e)  | seras sorti (e)  | sera sorti (e)   | serons sorti (e) s   | serez sorti (e) s   | seront sorti (e) s   |
| Indicativo             | Condicional Simple         | sortirais        | sortirais        | sortirait        | sort'irions          | sort'iriez          | sortiraient          |
| Indicativo             | Condicional Compuesto      | serais sorti (e) | serais sorti (e) | serait sorti (e) | serions sorti (e) s  | seriez sorti (e) s  | seraient sorti (e) s |
| Subjuntivo             | Presente                   | sorte            | sortes           | sorte            | sortions             | sortiez             | sortent              |
| Subjuntivo             | Pretérito Imperfecto       | sortisse         | sortisses        | sortît           | sortissions          | sortissiez          | sortissent           |
| Subjuntivo             | Pretérito Perfecto         | sois sorti (e)   | sois sorti (e)   | soit sorti (e)   | soyons sortié (e) s  | soyez sorti (e) s   | soient sorti (e) s   |
| Subjuntivo             | Pretérito Pluscuamperfecto | fusse sorti (e)  | fusses sorti (e) | fût sorti (e)    | fussions sorti (e) s | fussiez sorti (e) s | fussent sorti (e) s  |
| Imperativo             | Presente                   | —                | sors             | —                | sortons              | sortez              | —                    |
| Imperativo             | Pasado                     | —                | sois sorti (e)   | —                | soyons sorti (e) s   | soyez sorti (e) s   | —                    |